# Saint-Hilaire, Allier
Saint-Hilaire là một xã ở tỉnh Allier thuộc miền trung nước Pháp.